# Tour Eria
La Tour Eria es un rascacielos de oficinas, tiendas y otras actividades ubicado en el distrito de negocios de La Défense cerca de París, Francia (precisamente en Puteaux). Construido en 2021, toma el relevo de la Tour Arago destruida en 2017.
En concreto, se prevé acoger en septiembre de 2021 el "Campus Cyber" decidido por el presidente de la República Emmanuel Macron y las actividades de formación en ciberseguridad.